# Димитър Барев
Димитър Барев е български просветен деец и фармацевт от Южна Македония.

## Биография
Димитър Барев е роден в южномакедонския български град Воден, тогава в Османската империя. Преподава за кратко в Енидже Вардар.
Завършва фармация в Бейрут и отваря аптека в Брезник. Жени се за Райна, с която има деца Лиляна (оперна певица) и Христо, баща на оперната певица Румяна Барева.